# Storie di sant'Agostino e Giudizio universale

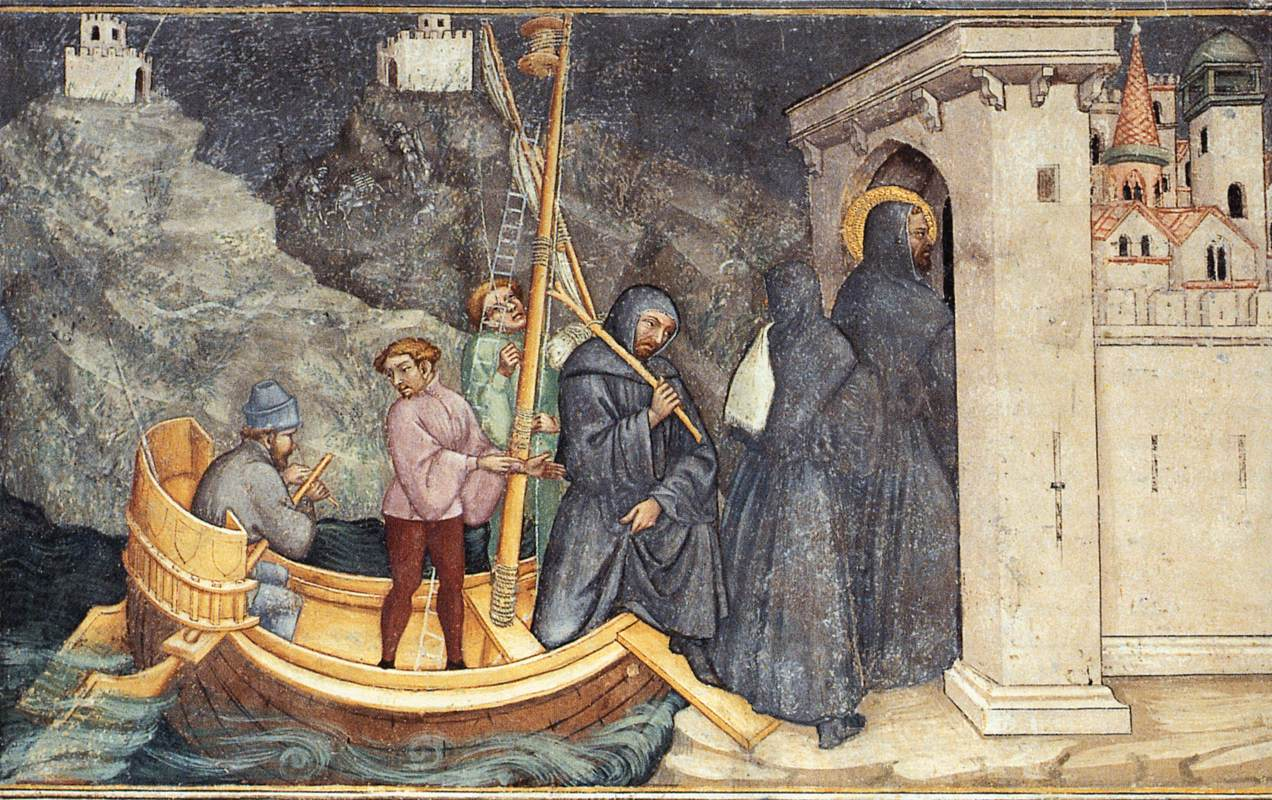
Arrivo a Cartagine

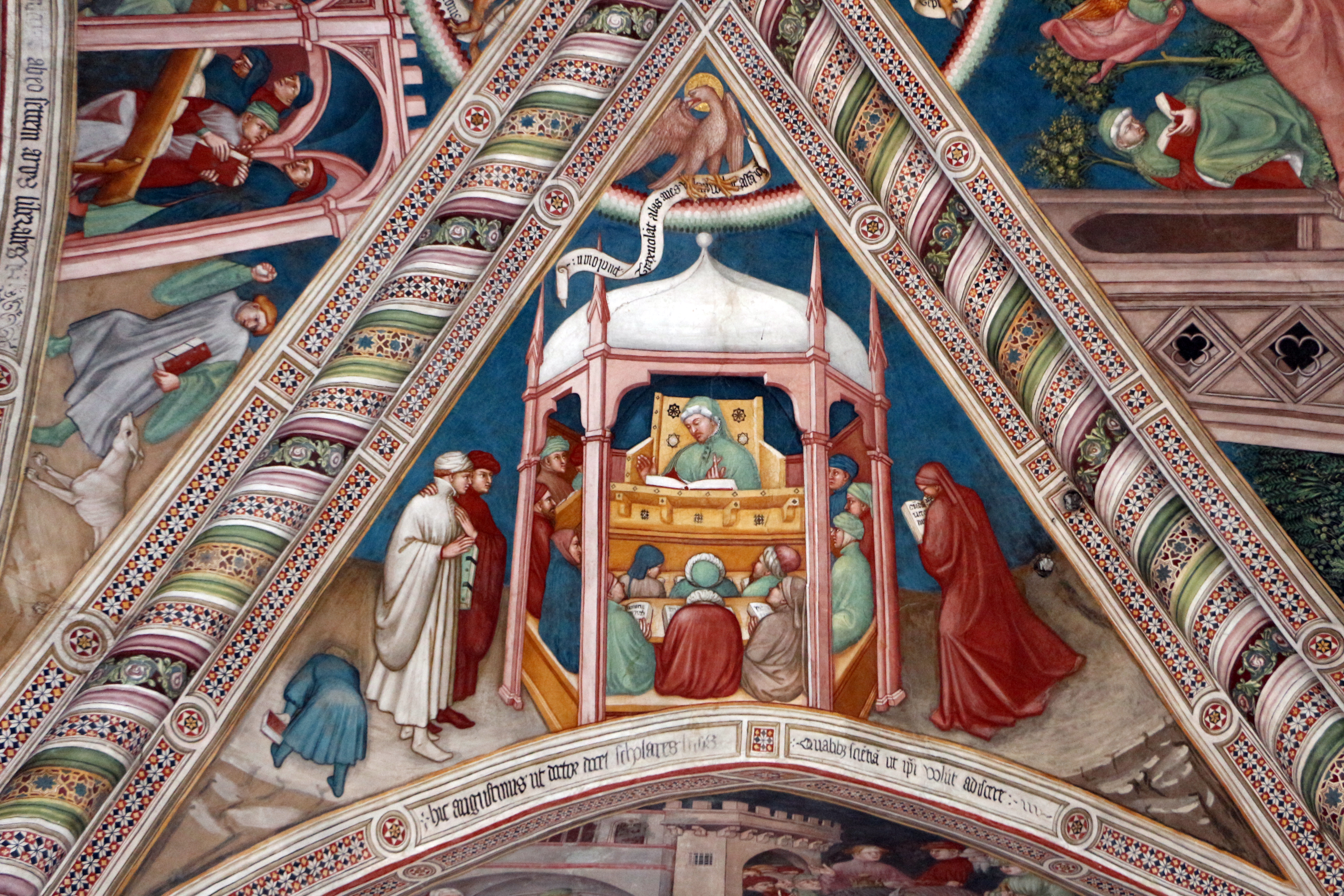
Agostino insegna retorica a Cartagine

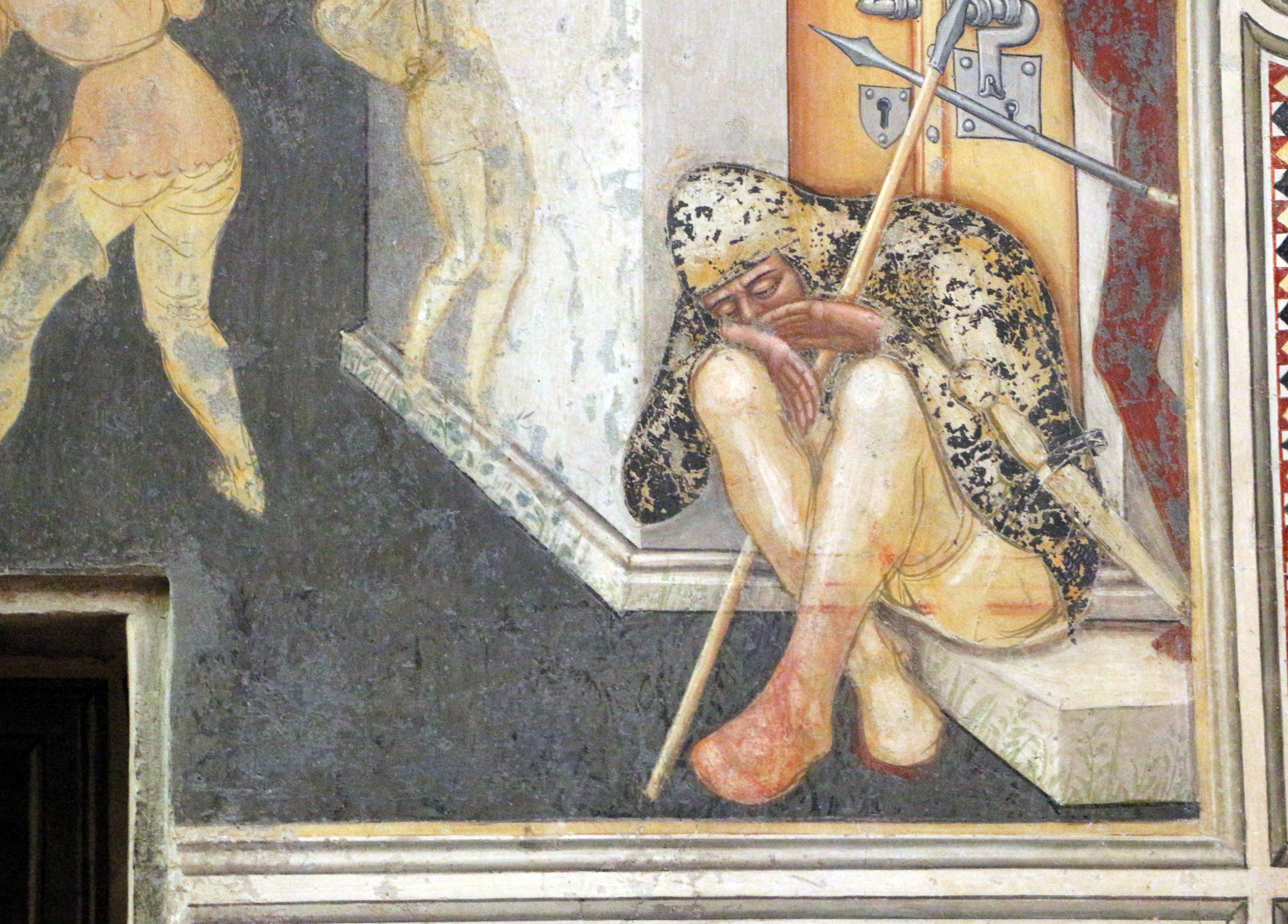
Liberazione di prigionieri (dettaglio)

Le Storie di sant'Agostino e Giudizio universale sono un ciclo di affreschi di Ottaviano Nelli e aiuti, databile al 1430-1440 circa e conservato nella chiesa di Sant'Agostino a Gubbio.

## Storia
L'ordine degli Agostiniani, riconosciuto nel 1254, sebbene inizialmente non legato direttamente a sant'Agostino, promosse un culto del santo dal 1326, quando papa Giovanni XXII diede loro la facoltà di fondare un convento a Pavia presso la tomba del santo. Da allora fiorì un'abbondante letteratura tesa a dimostrare l'origine antica dell'ordine, che si tradusse in una serie di cicli figurativi nelle principali chiese dell'ordine.
La chiesa di Gubbio conserva in particolare uno dei più completi cicli di questo genere, realizzato nel quarto decennio del Quattrocento e considerato una delle più importanti testimonianze del tardo gotico in Umbria.

## Descrizione
Il ciclo si trova nella cappella maggiore della chiesa. Sull'arcone esterno si sviluppa un Giudizio universale col Cristo Giudice al centro che smista i corpi risvegliatisi dai sepolcri: a sinistra vanno gli eletti in paradiso, a destra i dannati sprofondano nell'Inferno. Nell'intradosso si trovano poi, entro medaglioni, i busti di Cristo e degli Apostoli.
Il ciclo di sant'Agostino si svolge sulle pareti e sulla volta. Gli episodi seguono le Confessioni, arricchite di dettagli dalla Vita Sancti Aureli Augustini di Possidio (435 circa) e da due storie dell'Ordine: il Trattato sull'origine e sviluppo dei Frati eremiti (1334) e il Liber Vitas fratorum di Giordano di Sassonia (1350 circa). Particolare enfasi è posta sui temi dell'autorità di sant'Agostino e sull'eremitismo, prendendo così posizione nella disputa contro i Canonici regolari, pure essi agostiniani, che incentravano la propria regola sulla figura di Agostino quale presbitero attivo, anziché eremita.
Il ciclo si legge dalle vele della volta, dove al di sotto dei simboli degli Evangelisti si trovano tre scene sulla vocazione e la formazione di Agostino come insegnante di retorica a Cartagine e una quarta col sogno di sua madre Monica, che lo allontana dalle fascinazioni manichee (il regolo dritto che si vede qui allude infatti alla "regolarità" religiosa, metafora che compare solo nel ciclo di Gubbio).
Le scene si svolgono poi sulle pareti su ben quattro registri, a partire dall'angolo in alto a sinistra: il santo lascia Cartagine, arriva a Roma, dove insegna retorica, e parte per Milano; qui incontra sant'Ambrogio, si converte e frequenta Simpliciano (qui non monaco, ma eremita). Seguono il suo battesimo, la morte della madre, il ritorno a Cartagine, l'ordinazione sacerdotale, la stesura della Regola, la consacrazione come vescovo di Ippona, l'estasi, la morte, i funerali e la traslazione della salma a Pavia. In basso a destra il ciclo di conclude con un miracolo post-mortem, la liberazione di alcuni prigionieri.